# Pląsawica ciężarnych
Pląsawica ciężarnych (ang. Chorea gravidarum) – rzadka pląsawica nabyta, spowodowana zaburzeniami hormonalnymi i metabolicznymi występującymi w ciąży. Pojawiająca się najczęściej w 2.–3. trymestrze ciąży natomiast ustępująca po porodzie. Występuje częściej u kobiet, które w przeszłości chorowały na pląsawicę małą.

## Klasyfikacja ICD10
| kod ICD10     | nazwa choroby                                                                   |
| ------------- | ------------------------------------------------------------------------------- |
| ICD-10: G25.5 | Inna pląsawica                                                                  |
| ICD-10: O99.3 | Zaburzenia psychiczne i choroby układu nerwowego wikłające ciążę, poród i połóg |